# Primula sikkimensis
Primula sikkimensis là một loài thực vật có hoa trong họ Anh thảo. Loài này được Hook. miêu tả khoa học đầu tiên năm 1851.

## Hình ảnh

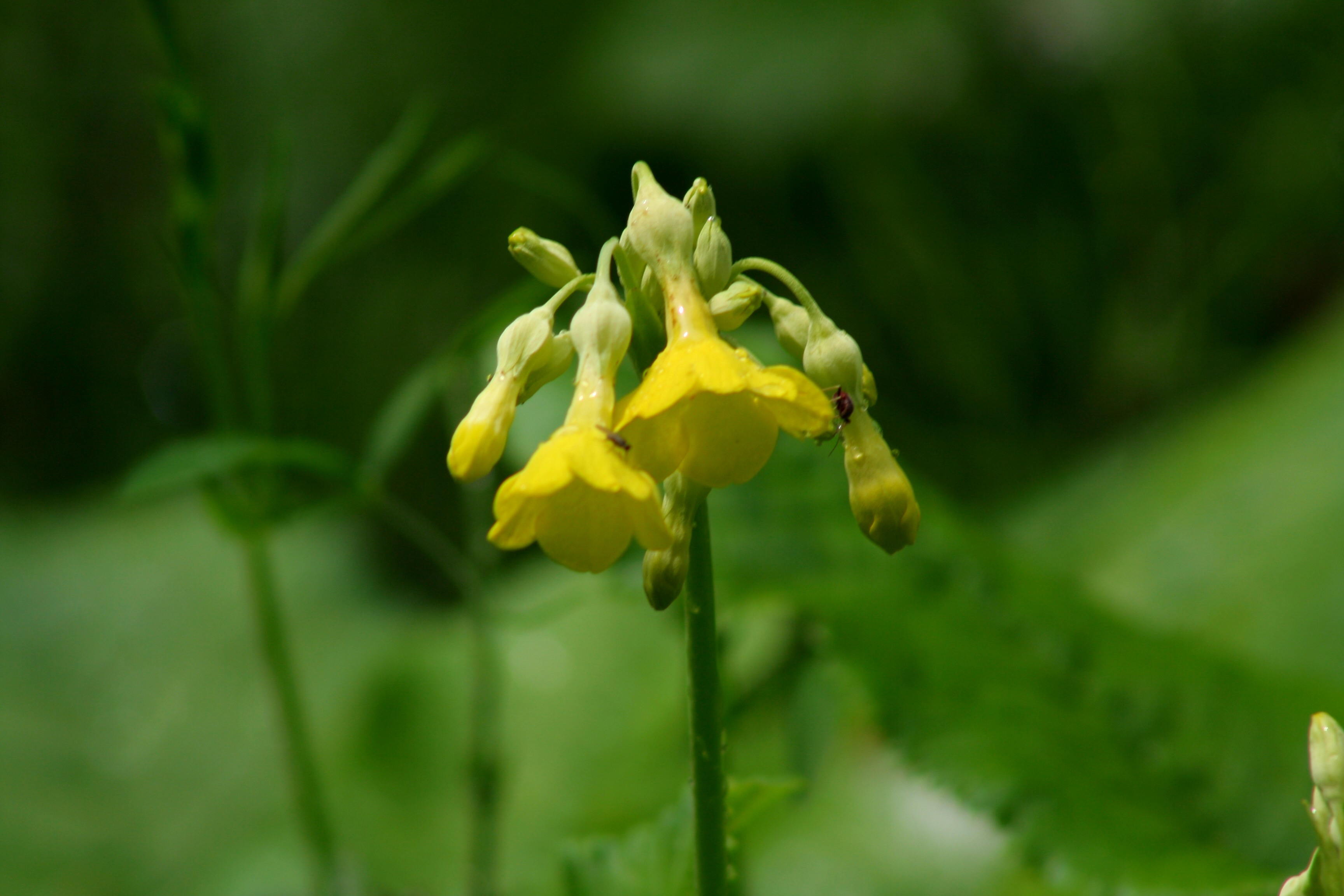
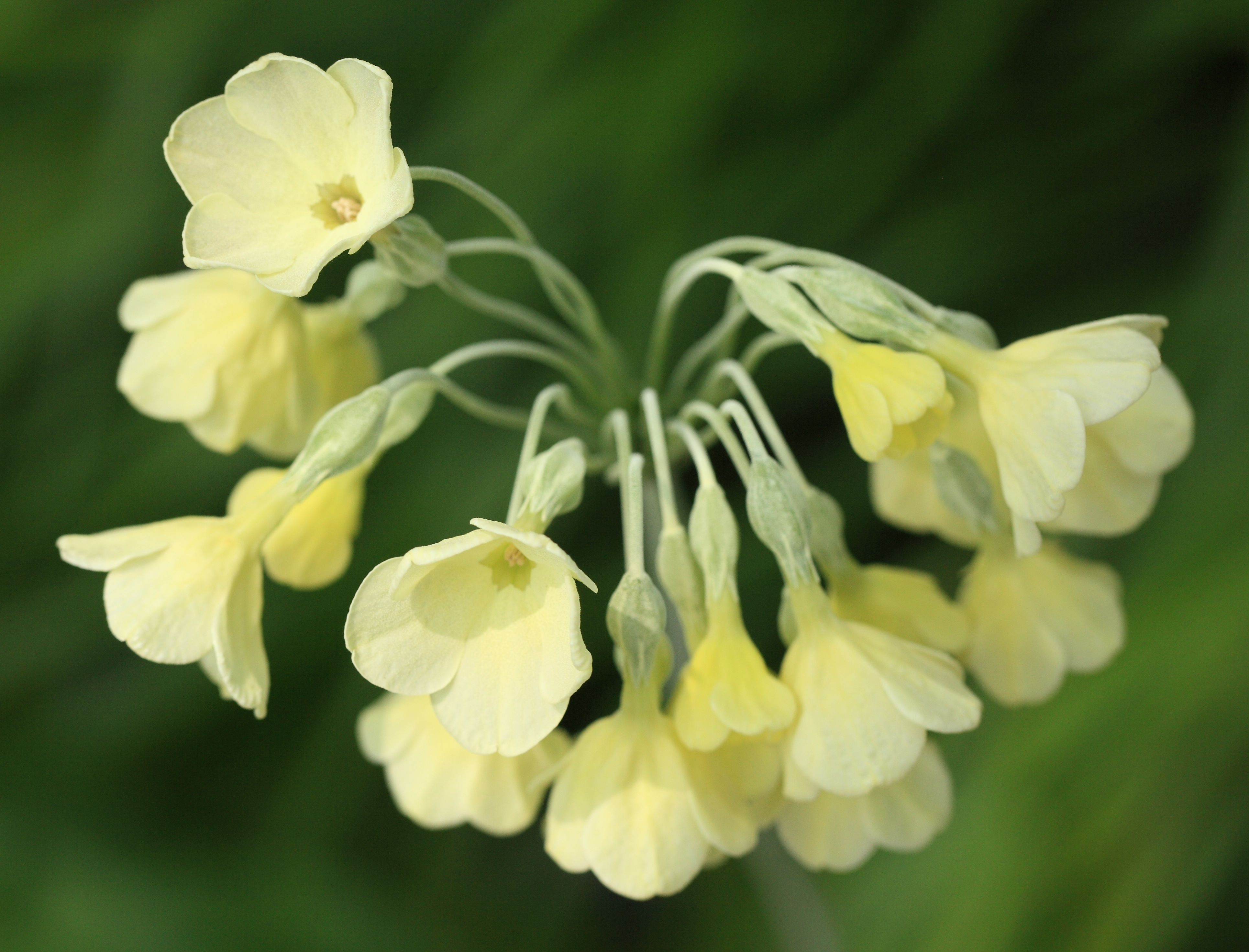